# Campigliaite
La campigliaite è un minerale appartenente al gruppo della devillina.